# Bělá (powiat Havlíčkův Brod)
Bělá – wieś i gmina w Czechach, w powiecie Havlíčkův Brod, w kraju Wysoczyna.
1 stycznia 2017 gminę zamieszkiwało 212 osób, a ich średni wiek wynosił 47,3 roku.